# Hornbæk Bibliotek
Hornbæk Bibliotek er turistinformation og bibliotek i ét og her arrangeres jævnligt events for børn og voksne. Biblioteket har ekstra åbningstid uden betjening.
56°5′25.32″N 12°27′19.11″Ø / 56.0903667°N 12.4553083°Ø